# Углицька ГЕС
У́глицька гідроелектростанція (рос. Угличская ГЭС) — ГЕС на річці Волга в Ярославський області, у м. Углич. Складова Волзько-Камського каскаду ГЕС. Одна з найстаріших ГЕС Росії. Разом з Рибинською ГЕС входить до склад філії «Каскад Верхневолжских ГЭС» ВАТ «РусГидро».

## Загальні відомості
Будівництво ГЕС почалося в 1935 р., закінчилося в 1940 р.. Гідроелектростанція низьконапірного руслового типу.
Склад споруд ГЕС:
- руслова земляна гребля довжиною 310 м і висотою 27 м;
- водоскидна залізобетонна гребля;
- судноплавний однокамерний однонитковий шлюз;
- будівля ГЕС.

По спорудах ГЕС проходить автомобільний перехід.
Потужність ГЕС — 120 МВт, середньорічне вироблення — 240 млн кВт/год. У будівлі ГЕС установлено 2 поворотно-лопаткових гідроагрегати потужністю по 55/65 МВт, що працюють при розрахунком напорі 12 м. Обладнання ГЕС застаріло і підлягає модернізації. Напірні споруди ГЕС утворюють Углицьке водосховище.
Углицька ГЕС спроектована інститутом «Гідропроект».

## Економічне значення
Углицька ГЕС працює в піковій частині графіку навантаження енергосистеми Центру. Водосховище ГЕС забезпечує судноплавство на верхній Волзі.
Углицька ГЕС відіграла велику роль в енергопостачанні країни в роки Великої Вітчизняної війни.
Углицька ГЕС входить до складу філії «Каскад Верхневолжских ГЭС» ВАТ «РусГидро».

## Історія будівництва та експлуатації
Рішення про будівництво Верхньоволзьких гідровузлів — Углицького й Рибинського було прийнято 14 вересня 1935 р. постановою ЦК ВКП(б) і Раднаркому СРСР. Перший екскаватор на будівництві Углицької ГЕС запрацював в січні 1935 п.. Основні роботи тут розгорнулися через 3 роки. 23 травня 1938 р. економічною Радою РНК СРСР було затверджено технічний проект гідровузлів. Згідно з цим проектом на двох гідровузлах передбачалося однакове гідросилове обладнання та подібні компонувальні рішення будівель ГЕС. Роботи з будівництва ГЕС велися під контролем НКВС з широким використанням праці в'язнів.
8 грудня 1940 р. було введено в експлуатацію перший гідроагрегат Углицької ГЕС та лінії електропередачі Углич-Москва на 220 кВ. 20 березня 1941 р. було введено в експлуатацію другий гідроагрегат. Але почалася війна, і в 1941-му році будівництво припинилося. У другій половині 1942 р. воно продовжилося, але дуже повільними темпами. Пуск ГЕС було здійснено при рівні Углицького водосховища на 2,7 м нижче проектного. Лише у квітні 1943 р. Углицьке водосховище було наповнено до необхідної позначки. 30 липня 1955 р. Рада Міністрів СРСР затвердила акт урядової комісії з прийняття в промислову експлуатацію Углицького і Рибинського гідровузлів, і був створений «Каскад ГЕС № 1 Мосенерго». У 1993 р. підприємство було перетворено на ВАТ «Каскад Верхневолжских ГЭС». З 1 липня 2003 р. функції одноосібного виконавчого органу ГЕС були передані ВАТ «Управляющая компания Волжский гидроэнергетический каскад». Наприкінці 2007 року станція увійшла до складу філії Каскад Верхньоволзьких ГЕС ВАТ «ГидроОГК».
У 2007 р. в будівлі управління Углицької ГЕС було відкрито музей російської гідроенергетики.
Обладнання ГЕС, що відпрацювало понад 60 років, фізично і морально застаріло і підлягає заміні та реконструкції. Зокрема, проводиться реконструкція розподільчого пристрою із заміною застарілих і екологічно небезпечних масляних вимикачів на сучасні елегазові. Проводиться заміна гідросилового обладнання — у квітні 2007 року було укладено контракт з фірмою Voith Siemens Hydro Power Generation GmBH на заміну одного з гідроагрегатів станції на сучасний, потужністю 65 МВт. Гідротурбіни виготовлені за кордоном, гідрогенератор — на новосибірському підприємстві «ЭЛСИБ».